# Lista personalului navigant din industria aeronautică românească
Acest articol este o listă a personalului navigant din industria aeronautică românească (de până în 01.04.2001).
Lista cuprinde piloți de încercare, ingineri-aviatori, mecanici de bord care au activat în cadrul industriei civile aeronautice din România ca personal navigant specializat în testarea aeronavelor. Activitatea lor s-a desfășurat în fabricile de avioane de la Bacău, Brașov, București și Craiova.
Aceștia erau grupați sub conducerea MICM - CNIAR, Ministerul industriei constructoare de mașini - Centrul național al industriei aeronautice, Locul lor de muncă era în fabricile de avioane de la Bacău, Brașov, București și Craiova. În majoritate erau piloți militari și ingineri cu experiență și pasionați de zborul cu avioane noi, prototipuri și de dezvoltarea acestora.
| Dobre Stan                                      | maior av, 29 ani/ 1979    | pilot incercare                   | CIAR Craiova                                  | Mig21, Mig15, iar93,iak52                                                      | decedat 19 feb 1979, la Craiova intr-un zbor de incercare al avionului IAR99 in conditii stranii (posibil asasinat de securitate fiind fratele lui Costica Dobre care a organizat si condus greva celor peste 40 000 de mii de mineri din Valea Jiului impotriva regimului comunist de atunci) |                          |                                  |
| Cuțuhan D. Ilie                                 | col.av, 48 ani/ 1985      | pilot sef cniar                   | CNIAR Bucuresti                               | Mig21, Mig15, iar93, iar99, iak52, Iar330, Iar316, An2, Bn2, Is28M2            | Comandor in retragere, decedat la 22.03.2024, la varsta de 87 de ani. Pilot de vanatoare, pilot de incercare, instructor de zbor pentru generatii de piloti. |                          |                                  |
| Ionescu C Mihai                                 | col.av, 45 ani/ 1990      | pilot sef/director CIIAR CRAIOVA  | CIIAR Craiova                                 | Mig21, Mig15, iar93, iar99, iak52                                              | A realizat impreuna cu pilotul de incercare Vagner Stefanel si pilotul de incercare Tamas Gheorghe primele zboruri de incercare ale IAR99 in 1988.A realizat primul zbor de incercare al scaunului de catapultare romanesc cu manechin umanizat similar Martin Baker.Decedat 26 iunie 1990 la Craiova intr-un zbor acrobatic (cu IAR99 001) de pregatire a mitingului de ziua aviatiei impreuna cu col. Vagner Stefanel. |                          |                                  |
| Botea Ioan Ilie                                 | lt.col.av, 50 ani / 1985  | pilot sef                         | CIAR Craiova                                  | iar 93, iar99, iak52, iar827                                                   | |                          |                                  |
| Tamaș Valentin Gheorghe                         | mr.av, 36 ani / 1985      | pilot incercare                   | CIAR Craiova                                  | Mig15, Iar93, Iar99, Iak52                                                     | |                          |                                  |
| Wagner Nicolae Ștefanel                         | col.av, 41 ani / 1990     | pilot incercare                   | CIAR Craiova                                  | Mig15, Iar93, Iar99, Iak52                                                     | A realizat in 1988 primul zbor de incercare al reactorului integral romanesc IAR99.Decedat 26 iunie 1990 la Craiova intr-un zbor acrobatic (cu IAR99 001) de pregatire a mitingului de ziua aviatiei impreuna cu col. Ionescu Mihai. |                          |                                  |
| Stoica M Grigore                                | mr.av, 36 ani / 1985      | pilot incercare                   | CIAR Craiova                                  | Mig15, Iar93, Iar99, Iak52                                                     | |                          |                                  |
| Vâjâiac Anghel                                  | lt.col.av, 53 ani / 1985  | pilot sef                         | FabrâȘica de Ațvioane București               | An-2, BN-2                                                                     | pilot, din 1981,decedat. |                          |                                  |
| Mocanu Vasile                                   |                           |                                   | Fabrica de Avioane București                  | An-2, BN-2, Li 2                                                               | Decedat in 2013la Bucuresti |                          |                                  |
| Stanică Gheorghe                                | lt.col.av, 54 ani / 1985  | pilot incercare                   | Fabrica de Avioane București                  | An-2, BN-2, iar827                                                             | pilot sef, 1981 |                          |                                  |
| Băluță Radu                                     | mr.av, 43 ani / 1985      | pilot incercare                   | Fabrica de Avioane București                  | An-2, An-24, An-26, BN-2                                                       | din 1985, decedat 2017 |                          |                                  |
| Pilot de încercare Fabrica de Avioane București | AN2, BN2, AN 24, AN26     | Șerban Mihai                      | cpt.av, 35 ani / 1985                         | pilot incercare                                                                | Fabrica de Avioane București, pensionar, la Busteni. | An-2, An-24, An-26, BN-2 | Intre 1985-1995, acum la Busteni |
| Anghel Emil                                     | mr.av, 40 ani / 1986      | pilot receptie                    | Intreprinderea de Avioane București           | BN-2                                                                           | decedat la Focșani în accident cu BN-2 |                          |                                  |
| Mateescu Dumitru                                | mr.av(r),46 ani / 1987    | pilot receptie 1                  | Intreprinderea de Avioane București           | An-2, Bn2                                                                      | acum la Peris, Decedat 2017 |                          |                                  |
| Nestorescu Doru                                 | mr.av, 37 ani / 1985      | navigator de bord, pilot din 1986 | Fabrica de Avioane București                  | An-2, An-24, An-26                                                             | Acum la Ineu |                          |                                  |
| Gunța Voinea                                    | ing., 35 ani / 1985       | Fabrica de Avioane București      | Bac1-11, An2, Bn2                             |                                                                                | La Romatsa, pensionar |                          |                                  |
| Saliștean Viorel                                | ing., 29 ani / 1987       | inginer incercare                 | Fabrica de Avioane București                  | An2, Bn2, An24, An26                                                           | La Romatsa, pensionar |                          |                                  |
| Craciunescu Rasvan                              | ing., 33 ani / 1983       | inginer incercare                 | Fabrica de Avioane București                  | BAC1-11, BN2, IAR827                                                           | RFG (din 1991) |                          |                                  |
| Dobre Răzvan                                    | tehn., 54 ani / 1985      | tehnician incercare               | Fabrica de Avioane București                  | Bac1-11, An2, Bn2                                                              | La SamaService Buc.Acum pensionar acasa Bucuresti. |                          |                                  |
| Moldoveanu Doru                                 | ing, 41 ani / 1991        | inginer receptie si control       | intreprinderea de Avioane București           | An2                                                                            | La Gima, Buc.Decedat 2011. |                          |                                  |
| Andreescu Mihail                                | ing., 34 ani / 1985       | inginer incercare                 | Fabrica de Avioane București                  | AN2, BN2, AN24/26, BAC 111                                                     | La Romaero Buc, pensionar. |                          |                                  |
| Moga Petre                                      | MM.av                     | mecanic de bord                   | Fabrica de Avioane București                  | An-2, An-24, An-26                                                             | pensionar. |                          |                                  |
| Tudor Marin Gheorghe                            | MM.av, 46 ani / 1985      | tehnician de bord                 | Fabrica de Avioane București                  | An-2, An-24, An-26                                                             | Decedat in Libia |                          |                                  |
| Țapu Mircea                                     |                           | pilot                             | Fabrica de avioane Bucuresti                  | Rombac 1-11                                                                    | pilot incercare din 1985, decedat |                          |                                  |
| Cecareanu Ovidiu                                |                           | pilot                             | Fabrica de Avioane București                  | ROMBAC 1-11                                                                    | pilot incercare din 1985, pensionar. |                          |                                  |
| Cangea Romeo                                    |                           | pilot                             | Fabrica de Avioane București                  | ROMBAC 1-11                                                                    | pilot incercare din 1985, pensionar. |                          |                                  |
| Tatcu Paul                                      |                           | pilot                             | Fabrica de Avioane București                  | ROMBAC 1-11                                                                    | |                          |                                  |
| Magdalinoiu Ioan Nastase                        | lt.col.av, 50 ani / 1985  | pilot sef                         | Intreprinderea de Avioane Bacău               | Mig21, Mig15, Iak52                                                            | |                          |                                  |
| Poșa Gheorghe Mihai                             | col.av, 49 ani / 1985     | pilot incercare                   | Intreprinderea de Avioane Bacău               | Mig21, Mig17, Iak52                                                            | |                          |                                  |
| Mardare Mircea Constantin                       | cpt.av, 33 ani / 1985     | pilot incercare                   | Intreprinderea de Avioane Bacău               | Mig15, L29, L39, Iak52                                                         | pensionar, la Bacau. |                          |                                  |
| Duhan Iordachi                                  | mr.av, 34 ani / 1985      | pilot incercare                   | Intreprinderea de Avioane Bacău               | L29, L39, Iak52                                                                | |                          |                                  |
| Alexe Vasile Teodor                             | cpt.av, 33 ani / 1985     | pilot incercare                   | Intreprinderea de Avioane Bacău               | Mig21, Mig23, Iak52                                                            | |                          |                                  |
| Magyari A Ștefan                                | lt.col.av, 44 ani / 1985  | instructor zbor (CZ)              | Intreprinderea de Avioane Bacău               | L29, L39, Iak52                                                                | |                          |                                  |
| Cârstea Ilie                                    | col.av(r), 51 ani / 1985  | pilot sef                         | Intreprinderea Constructii Aeronautice Brasov | Iar330, iar316, iar317, k26, ka126                                             | |                          |                                  |
| Todea Gheorghe Ioan                             | col.av, 49 ani / 1985     | pilot incercare                   | Intreprinderea Constructii Aeronautice Brasov | Iar330, iar316, iar317, k26, ka126                                             | |                          |                                  |
| Rânditean Ion Miron                             | lt.col.av, 39ani / 1985   | pilot incercare                   | Intreprinderea Constructii Aeronautice Brasov | Iar330, iar316, iar317, k26, ka126, zlin526, 726                               | |                          |                                  |
| Dumitru Aurel Ioan                              | mr.av, 35 ani / 1985      | pilot incercare                   | Intreprinderea Constructii Aeronautice Brasov | Iar330, iar316, iar317, k26, ka126, zlin, pzl                                  | |                          |                                  |
| Rusu Gheorghe Cezar                             | av, 45 ani / 1985         | pilot incercare                   | Intreprinderea Constructii Aeronautice Brasov | Iar330, iar316, iar317, k26, ka126, zlin, pzl                                  | |                          |                                  |
| Albu Costache Mihai                             | av, 38 ani / 1985         | pilot incercare                   | Intreprinderea Constructii Aeronautice Brasov | Iar330, iar316, iar317, k26, ka126, zlin, pzl                                  | |                          |                                  |
| Ene Eugen Constantin                            | av, 37 ani / 1985         | pilot receptie                    | Intreprinderea Constructii Aeronautice Brasov | Motoplanoare si Planoare                                                       | |                          |                                  |
| Enachescu Gheorghe Titi                         | av, 58 ani / 1985         | pilot receptie                    | Intreprinderea Constructii Aeronautice Brasov | Iar330, iar316, iar317, k26, ka126, zlin, pzl                                  | |                          |                                  |
| Iliescu Vasile Emil                             | ing.av, 59 ani / 1985     | pilot receptie                    | Intreprinderea Constructii Aeronautice Brasov | Motoplanoare si planoare                                                       | |                          |                                  |
| Garcea Traian Pavel                             | ing.av, 52 ani / 1985     | ing. incercare                    | Intreprinderea Constructii Aeronautice Brasov | Iar330, iar316, iar317, k26, ka126                                             | |                          |                                  |
| Blebea Gheorghe Andrei                          | ing.av, 49 ani / 1985     | ing. incercare                    | Intreprinderea Constructii Aeronautice Brasov | Iar331, iar316, k26, ka126                                                     | |                          |                                  |
| Tanu Nicolae Gabriel                            | ing.av, 37 ani / 1985     | ing. incercare                    | Intreprinderea Constructii Aeronautice Brasov | Iar330, iar316, k26, ka126                                                     | |                          |                                  |
| Posedaru Nicolae Gheorghe                       | lt.maj.av, 30 ani / 1985  | mecanic bord                      | Intreprinderea Constructii Aeronautice Brasov | Iar330, iar316, iar317, k26, ka126                                             | |                          |                                  |
| Salagean L Ioan                                 | pilot incercare           | Intreprinderea Avioane Bacau      | Mig15, Mig21                                  |                                                                                | |                          |                                  |
| Aramă Vasile                                    | Comandor av., 1985 - 1995 | pilot de incercare                | Intreprinderea Constructii Aeronautice Brasov | IAR-330, IAR-316B, IAR 317, KA-26, KA-126                                      | Transferat de la Alexeni in 1985 iar din 1995 pana in 2005 a lucrat ca pilot la Delta, in cadrul SRI. A decedat in comuna sa natala Tichilesti, jud. Braila pe 25 iunie 2012. |                          |                                  |
| Ciubotaru Ion Florin                            | av, 35 ani / 1986         | pilot receptie                    | Intreprinderea Constructii Aeronautice Brasov | Iar330, iar316, iar317, k26, ka126, iar818, 823, 824, 825, 827, 831, pzl, zlin | |                          |                                  |
| Mirea I Mitica                                  | mr.av, 40 ani / 1987      | pilot incercare 2                 | CIAR Craiova                                  | Iar93, Iar99, Mig15, Iak52                                                     | Decedat 20 mai 2012 |                          |                                  |
| Bica T Traian                                   | mr.av, 36 ani / 1987      | pilot incercare 2                 | CIAR Craiova                                  | Iar93, Iar99, Mig15, Iak52                                                     | pensionar, La Craiova |                          |                                  |
| Briciu T Liviu                                  | mr.av, 40 ani / 1987      | instructor sef zbor               | CIAR Craiova                                  | Mig15, Iak52, Iar93, Iar99                                                     | |                          |                                  |
| Lungu Sorin                                     | cpt.av, 34 ani / 1989     | pilot receptie si control         | Intreprinderea Avioane Bucuresti              | An2, Bn2                                                                       | La Ploiesti, pensionar |                          |                                  |
| Ion Grigorescu Nicusor                          | lt.av, 27 ani / 1989      | pilot subinginer                  | Intreprinderea Avioane Bucuresti              |                                                                                | ? |                          |                                  |
| Urda Vasile                                     | av, 39 ani / 1988         | tehnic bord                       | Intreprinderea Constructii Aeronautice Brasov | Iar330, iar316,                                                                | |                          |                                  |
| Simion Gheorghe                                 | lt.col.av, 40 ani / 1988  | pilot incercare 1                 | Intreprinderea Avioane Bacau                  | Mig21, Mig15, L29, Ag6, Iak52                                                  | |                          |                                  |
| Georgescu Iris Florentina                       | 33 ani / 1988             | Inginer rc radio si radiolocatie  | Intreprinderea Avioane Bucuresti              | An24, An2                                                                      | |                          |                                  |
| Moga Petre                                      | MM.av, 49 ani / 1985      | mecanic bord                      | Intreprinderea Avioane Bucuresti              | An24, An26                                                                     | pensionar |                          |                                  |
| Suru Manolache                                  | MM.av, 45ani / 1991       | mecanic bord                      | Intreprinderea Avioane Bucuresti              | An2, An24, An26                                                                | La Bucuresti, pensionar |                          |                                  |
| Ionița Gheorghe                                 | lt.col.av, 42 ani / 1991  | pilot incercare                   | Intreprinderea Avioane Bucuresti              | An24, An26, Bn2                                                                | pensionar. |                          |                                  |
| Boia Cristian                                   | ing.av, 40 ani / 1992     | ing. incercare                    | Intreprinderea Avioane Bucuresti              | An24, An26                                                                     | pensionar |                          |                                  |
| Hurducas Petre                                  | av, .. ani / 1995         | pilot incercare                   | Intreprinderea Constructii Aeronautice Brasov | Iar330, iar316, iar317, k26, ka126                                             | pensionar |                          |                                  |

Boeru Gheorghe
Inginer Recepție și control- IRC 1993
Autoritatea Aeronautica Civilă Romană   - AACR
BN2, BAC 1-11
EASA- Koln, Germania, 2007
Stana Dan
IRC
AACR
Giurgea Laurențiu
IRC
AACR
Postelnicu Florin
IRC
AACR
Decedat 2017
Tănăsescu Alexandru
IRC
AACR
Stanescu Radu
IRC
AACR
Ardelea Ștefan
IRC
AACR
Antonescu Dan
IRC
AACR
Damboianu Calin
IRC
AACR-Birou IAR Bv
Nicolescu Barbu
IRC BN2
AACR
Decedat 2017
Farago Vasile
IRC
AACR
Sandu Lucian
IRC
AACR
Decedat 2016?